# 中野隆司
中野 隆司（なかの りゅうじ、1957年〈昭和32年〉2月6日 - 2021年〈令和3年〉1月24日）は、日本の政治家、教諭。大阪府柏原市長（1期）、大阪府議会議員（2期）、大阪維新の会顧問などを務めた。

## 生涯
大阪府柏原市出身。
1981年3月、鳥取大学農学部卒業。
大阪府立富田林高等学校の講師を務めた後、1983年から2005年まで八尾市や柏原市の中学校で理科（年度によっては社会、英語等）の教諭を務めた。
2007年の大阪府議会議員選挙に民主党公認で出馬し、初当選した。2011年の府議選では大阪維新の会に乗り換え再選した。
2012年、府議を辞職。翌2013年2月10日の柏原市長選挙に、大阪維新の会公認で出馬。元市議で清掃会社経営の女性と、日本共産党推薦の市民団体役員を破り初当選した（投票率45.31%）。3月11日、市長に就任。
2015年9月、妻ではない女性との交際が週刊誌などで報道され、7月と8月にそれぞれ別の女性と大阪市内のホテルなどにいたことが判明。これを受けて柏原市議会は同年9月14日、中野への問責決議案を全会一致で可決した。
翌9月15日、中野は大阪維新の会の顧問を辞任。市民グループが11月24日、リコールの署名活動を始めたが、規定数に達しなかった（12月23日に断念）。
2017年2月12日の柏原市長選挙に出馬せず、引退した。
2021年1月24日、肺癌のため死去。63歳没。

## 市政
就任直後2013年8月、子育て環境の整備として入院費の助成（無償化）対象を中学3年生まで拡大（従来は小学6年生まで）。2014年に妊婦らへの風疹の予防接種も無料化し、以後も子供の医療費の無償化を進めた。また、2015年には同市の児童・生徒約3600人からの「いじめ相談」を市長自ら電話で受付けるユニークな試みも行った。